# U-842
 U-842  — немецкая подводная лодка типа IXC/40, времён Второй мировой войны.
Заказ на постройку субмарины был отдан 20 января 1941 года. Лодка была заложена на верфи судостроительной компании 6 апреля 1942 года АГ Везер, Бремен, под строительным номером 1048, спущена на воду 14 ноября 1942 года, 1 марта 1943 года под командованием капитан-лейтенанта (в дальнейшем — корветтен-капитана) Вольфганга Хеллера вошла в состав учебной 4-й флотилии. 1 августа 1943 года вошла в состав 2-й флотилии. Лодка совершила 1 боевой поход, успехов не достигла.
В начале ноября 1943 года U-842 была среди группы подводных лодок, атакующей конвой HX 264. Лодка была обнаружена и атакована самолётом ранним утром 6 ноября 1943 года, и затем потоплена глубинными бомбами с подошедших британских шлюпов HMS Starling и HMS Wild Goose, в западной части Северной Атлантики в районе с координатами 43°42′ с. ш. 42°08′ з. д.. Все 56 членов экипажа погибли.